# Distrito electoral de East Brooklyn (Illinois)
East Brooklyn (en inglés: East Brooklyn Precinct) es un distrito electoral ubicado en el condado de Massac en el estado estadounidense de Illinois. En el Censo de 2010 tenía una población de 1241 habitantes y una densidad poblacional de 29,9 personas por km².

## Geografía
Según la Oficina del Censo de los Estados Unidos, tiene una superficie total de 41.51 km², de la cual 40.84 km² corresponden a tierra firme y (1.6%) 0.66 km² es agua.

## Demografía
Según el censo de 2010, había 1241 personas residiendo en East Brooklyn. La densidad de población era de 29,9 hab./km². De los 1241 habitantes, East Brooklyn estaba compuesto por el 91.7% blancos, el 5.88% eran afroamericanos, el 0.48% eran amerindios, el 0.16% eran asiáticos, el 0% eran isleños del Pacífico, el 0.24% eran de otras razas y el 1.53% pertenecían a dos o más razas. Del total de la población el 2.9% eran hispanos o latinos de cualquier raza.